# Рабочая Кадра
Рабочая Кадра — опустевший посёлок в Клетнянском районе Брянской области в составе Мирнинского сельского поселения.

## География
Находится в северо-западной части Брянской области на расстоянии приблизительно 10 км на запад по прямой от районного центра поселка Клетня.

## История
Возник в середине XX века; на карте 1941 года еще не был отмечен.

## Население
Численность населения не была учтена как в 2002 году, так и в 2010.